# J. K. Rowling
J. K. Rowling, pseudonimo di Joanne Rowling (pron. [d͡ʒəʊˈæn ˈrəʊlɪŋ]; Yate, 31 luglio 1965), è una scrittrice, sceneggiatrice e produttrice cinematografica britannica.

Firma di J. K. Rowling

La sua fama è legata principalmente alla serie di romanzi di Harry Potter, che ha scritto firmandosi con lo pseudonimo J. K. Rowling (in cui "K" sta per Kathleen, nome della nonna paterna), motivo per cui la scrittrice è indicata erroneamente anche come "Joanne Kathleen Rowling". Nel 2013 pubblica la sua prima opera con lo pseudonimo di Robert Galbraith. Nel 2011 è stata inserita da Forbes nella classifica delle donne più ricche del Regno Unito.

## Biografia
Già da bambina scrisse numerosi racconti, mentre a dodici anni scrisse il suo primo romanzo, che parlava di sette diamanti maledetti. Durante tutto il periodo scolastico conobbe alcune persone che ispireranno diversi personaggi della saga di Harry Potter: il preside delle scuole elementari le diede l'idea per Albus Silente; il suo migliore amico, che guidava una Ford Anglia, le ispirò Ron Weasley, rosso di capelli, e il suo professore di chimica, con cui non aveva buoni rapporti, fu d'ispirazione per il personaggio di Severus Piton.

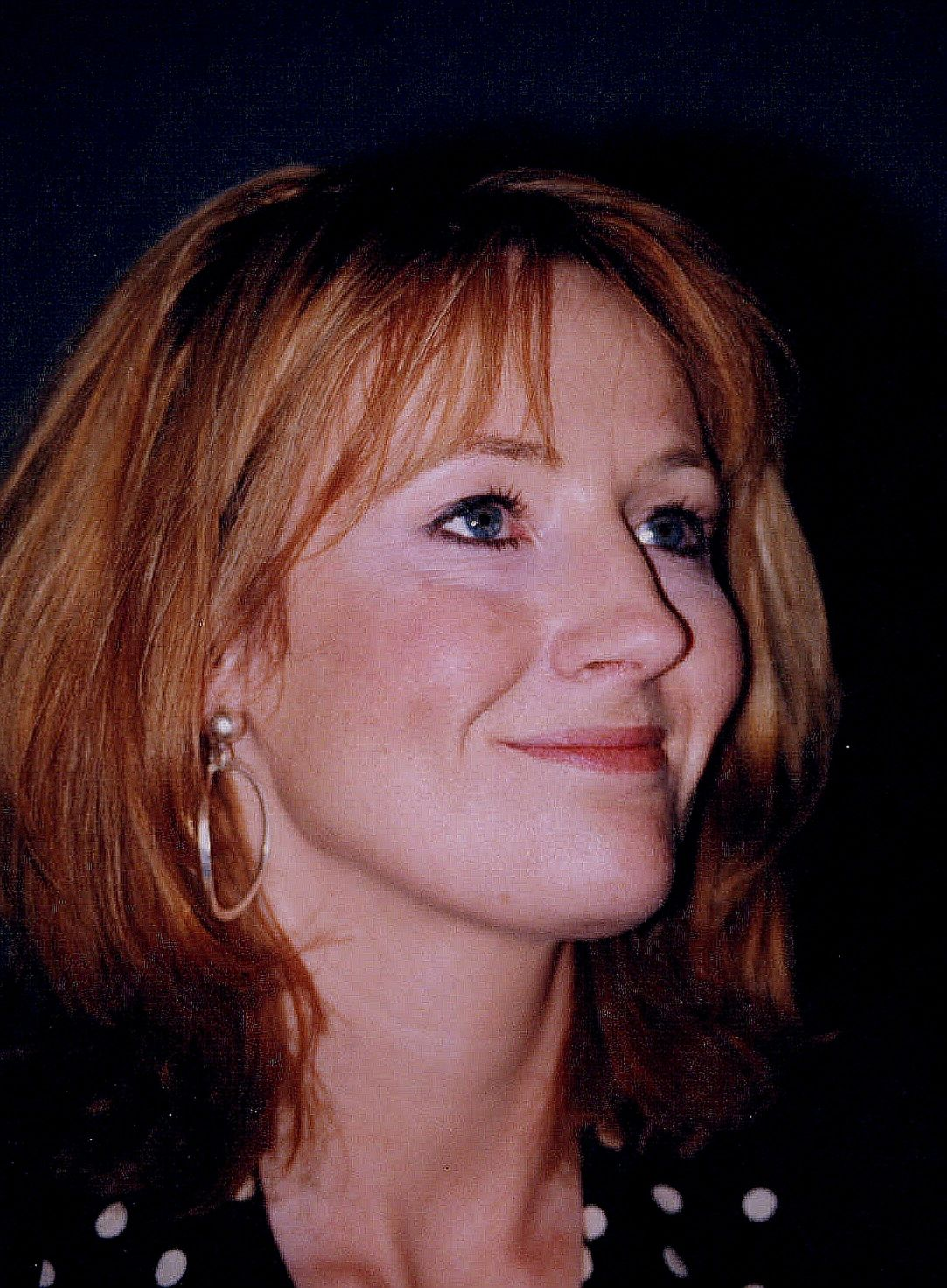
J.K. Rowling nel 1992

Rowling ascoltava musica pop ed era appassionata del gruppo musicale The Smiths e della cantante Siouxsie Sioux, il cui look ha adottato per diversi anni anche all'università.

### Concezione del primo romanzo

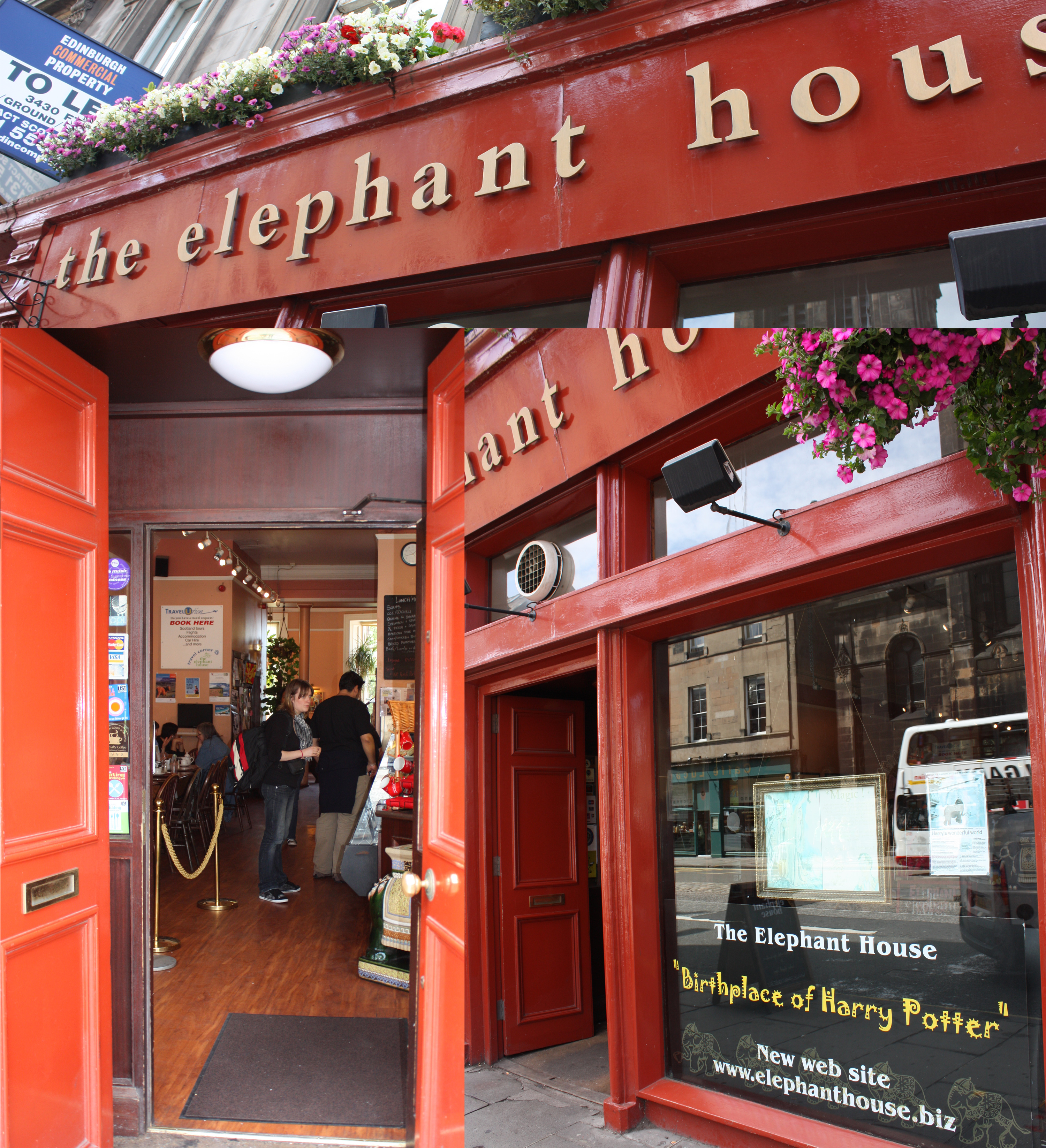
The Elephant House, a Edimburgo, la tea-room dove Joanne Rowling ha scritto la stesura del primo romanzo della saga di Harry Potter.

Dopo l'università si trasferì a Londra per lavorare per Amnesty International come ricercatrice e segretaria bilingue. Fu in questo periodo che, su un treno, nacque il personaggio di Harry, seguito da Hermione, Ron, Neville e Hagrid. Iniziò così a scrivere il primo romanzo, Harry Potter e la pietra filosofale, durante le pause pranzo.
In seguito si trasferì a Porto, in Portogallo, per insegnare la lingua inglese. Lì si sposò con il giornalista Jorge Arantes, il 16 ottobre 1992. Dall'unione nacque Jessica, il 27 luglio 1993. Nello stesso anno, Rowling si separò dal marito e si trasferì a Edimburgo con la figlia, con l'intenzione di vivere con la sorella.
Dopo la parentesi portoghese per l'autrice iniziò un periodo difficile, segnato da una forte depressione e da una difficile situazione finanziaria, dovuta alla disoccupazione. Rowling racconta di essersi ispirata a questo periodo buio della propria vita per ideare i Dissennatori, creature che "risucchiano la pace, la speranza e la felicità dall'aria che li circonda".
Nel 1995 terminò il manoscritto di Harry Potter e la pietra filosofale e fece numerosi tentativi di ricerca di agenti letterari. Christopher Little accettò di diventare il suo agente e propose il testo a dodici differenti case editrici, ma tutte rifiutarono di pubblicare il romanzo, etichettato come "decisamente troppo lungo".

### Il successo

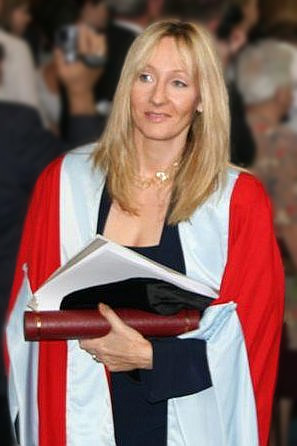
J. K. Rowling durante la cerimonia di consegna della laurea honoris causa all'Università di Aberdeen.

Dopo numerosi tentativi andati a vuoto, una casa editrice allora non molto conosciuta, la Bloomsbury, accettò il manoscritto: il primo capitolo della saga uscì il 25 giugno 1997.
La decisione di adottare uno pseudonimo sembra sia stata richiesta a Rowling dalla casa editrice stessa, preoccupata che il pubblico considerato il target del libro (gli adolescenti) accettasse con difficoltà una donna come autrice. Rowling scelse quindi di firmarsi "J. K. Rowling", dove la K era l'iniziale del nome della nonna, Kathleen. In seguito a questa scelta, la scrittrice viene spesso chiamata "Joanne Kathleen Rowling", sebbene il suo unico nome di battesimo sia Joanne.
Il successo di Harry Potter e la pietra filosofale superò di gran lunga le più rosee aspettative, raccogliendo i consensi di un pubblico di lettori di tutte le fasce di età. Vennero in seguito pubblicate copie di Harry Potter con una copertina per adulti.
I diritti americani del libro furono acquistati dalla casa editrice Scholastic per una cifra molto alta tenendo conto del fatto che Harry Potter era considerato solo un libro per bambini. Tali diritti vennero messi all'asta a Bologna durante la Fiera del libro per ragazzi.
Al primo romanzo ne seguirono altri sei. Il secondo volume, Harry Potter e la camera dei segreti (1998), figlio della fama del primo, ebbe grande successo fin dalla prima pubblicazione: le recensioni che arrivarono da tutto il mondo furono decisamente positive e il libro riscosse (come il precedente) un successo planetario. Il terzo libro, Harry Potter e il prigioniero di Azkaban (1999), non fece che aumentare la fama della saga, facendo vincere a Rowling (primo caso nella storia) lo Smarties Prize tre volte di seguito.
Nel 2000, quando ormai la saga era divenuta un fenomeno globale indiscusso, fu pubblicato il quarto libro, Harry Potter e il calice di fuoco, simultaneamente nel Regno Unito e negli Stati Uniti, che superò i record di vendita in entrambi i paesi: nei soli Stati Uniti in due giorni il quarto capitolo vendette 3 milioni di copie. Grazie a questo episodio della saga, Rowling fu eletta "autore dell'anno" ai British Book Awards e fu insignita del Premio Hugo.
Nel 2001 Rowling si risposò. Dal matrimonio con Neil Murray sono nati due figli: Mackenzie Jean Rowling Murray e David Gordon Rowling Murray.
Il quinto romanzo della serie, Harry Potter e l'Ordine della Fenice (2003), vendette 5 milioni di copie in 24 ore ed ebbe critiche molto positive: il libro vinse, tra gli altri, due riconoscimenti della American Library Association, l'Oppenheim Toy Portfolio Platinum Seal. Nel 2003 ebbe un cameo nel quarto episodio della quindicesima stagione della serie TV I Simpson.
Il sesto libro della saga, Harry Potter e il principe mezzosangue (2005), vendette 9 milioni di copie in 24 ore, riscuotendo da parte della critica e del pubblico un gradimento altissimo e vincendo, tra gli altri premi, il Book of the Year ai British Book Awards.
Nel 2006 l'asteroide 43844, scoperto nel 1993, fu dedicato a lei e divenne noto come 43844 Rowling.

### La conclusione della saga

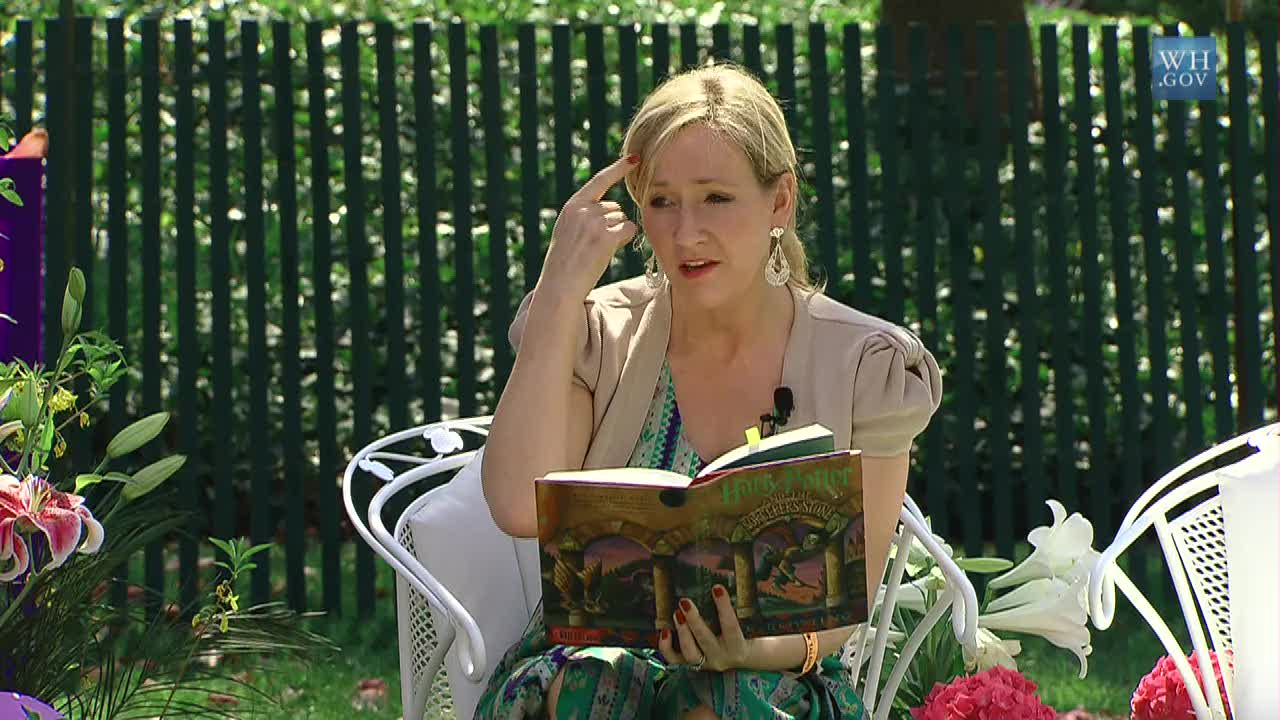
Joanne Rowling legge Harry Potter e la pietra filosofale alla Casa Bianca nel 2010.

Il settimo ed ultimo libro della saga potteriana, Harry Potter e i doni della morte, è stato pubblicato il 21 luglio 2007. Il libro, attesissimo in tutto il mondo, all'uscita ha venduto 20 copie al secondo in Gran Bretagna, superando tutti i record: secondo i dati, sono state vendute ben 11 milioni di copie in 24 ore (solo in Gran Bretagna e USA) e 72 milioni in tutto il mondo nel primo fine settimana, facendo diventare l'ultimo capitolo della saga il libro più venduto nella storia dell'editoria.
Dopo l'uscita, la stessa autrice ha poi confermato la sua volontà di scrivere un volume enciclopedico riguardante il mondo di Harry Potter, dove includere anche le storie rimaste fuori dai romanzi. Dopo l'uscita del settimo libro ha scritto altri due racconti del libro di Beda il Bardo, che ha poi raccolto in un volume assieme al racconto dei Doni della Morte, presente nel settimo libro. La raccolta, pubblicata in sole sette copie manoscritte, è stata venduta all'asta. Precedentemente aveva scritto Gli animali fantastici e dove trovarli, che parla delle creature magiche nel mondo di Harry Potter e Il Quidditch attraverso i secoli, che tratta dell'evoluzione dello sport magico più seguito.
A luglio 2008 tramite il suo sito ufficiale Rowling ha comunicato ai suoi fan che il 4 dicembre 2008 avrebbe pubblicato con la casa editrice Bloomsbury The Tales of Beedle the Bard. Sul libro si riporta che questa edizione è stata tradotta dalla lingua runica da Hermione Granger, ed è stata anche arricchita da note di Albus Silente.
Nel Regno Unito il 30 dicembre 2007 su ITV è stato trasmesso il documentario A Year in the Life, che racconta la vita della scrittrice nel corso di tutto il 2007.
Secondo il Telegraph, poi, Harry Potter e i doni della morte sarebbe una "pietra miliare dell'ultimo decennio". Il giornale britannico, infatti, ha premiato il settimo capitolo della saga come il miglior libro nell'arco di tempo che va dal 2000 al 2009.

### Dopo la conclusione della saga

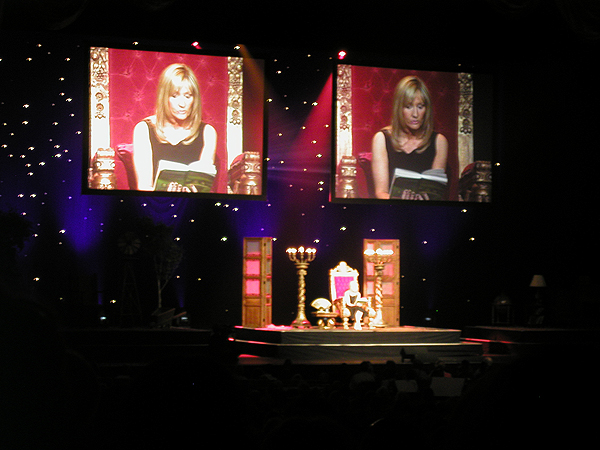
Rowling legge un libro alla Radio City Hall di New York, nel 2006.

Nel 2011 Rowling è stata inserita da Forbes nella classifica delle donne più ricche del Regno Unito.
I suoi libri della saga potteriana, sui quali Rowling dice che ha avuto molta influenza la lettura di C. S. Lewis, hanno riscontrato un successo internazionale e hanno vinto numerosi premi. Da essi è stata inoltre tratta una fortunata serie di film iniziata nel 2001 e conclusa nel 2011.
Nel marzo del 2006 la rivista statunitense Forbes ha stimato le sue ricchezze in un miliardo di dollari, il che la rende la prima persona a diventare miliardaria (in termini di dollari USA) esclusivamente scrivendo libri. J. K. Rowling è anche la seconda donna più ricca del Regno Unito, dopo la regina Elisabetta II, nonché la seconda donna più ricca al mondo nel settore dell'intrattenimento (dopo Oprah Winfrey), sempre secondo la classifica del 2007 di Forbes.
In una classifica del 2006, stilata della stessa rivista, J. K. Rowling si è posizionata al 48º posto nella Celebrity Top 100 dei personaggi più potenti e influenti del mondo. Nel 2007 invece, secondo un sondaggio del "Daily Telegraph", è risultata all'83º posto nella classifica dei geni viventi.
Con oltre 450 milioni di copie vendute è diventata la terza autrice donna per numero di copie vendute e la quinta in generale, anche se ha guadagnato ricchezza e popolarità in soli dieci anni, trasformandosi nell'autrice di libri che hanno avuto il maggior successo di vendita. Il settimo libro, poi, è stato classificato al lancio come il libro più venduto dall'invenzione della stampa (15 milioni di copie in un giorno).
Nell'ottobre 2010, l'autrice è stata incoronata donna più influente del Regno Unito da una rivista britannica, piazzandosi davanti a Victoria Beckham e alla regina Elisabetta II.
Il 23 giugno 2011 J. K. Rowling ha lanciato un sito chiamato Pottermore, definito un'esperienza di lettura on-line costruita a partire dai libri di Harry Potter la quale, secondo l'autrice, sarà costruita in parte dagli utenti stessi, con l'aggiunta di informazioni sconosciute ai lettori sulla saga potteriana che per anni ha "tenuto segrete". Il sito doveva essere aperto a tutti a partire da ottobre, poiché era stato consentito l'accesso in anteprima solo a un milione di utenti fortunati, ma senza preavviso l'apertura è stata posticipata alla fine del mese o a novembre. Nonostante questo, Pottermore è stato aperto ufficialmente a tutti solamente il 14 aprile 2012.
Il 23 febbraio 2012 J. K. Rowling ha emesso un comunicato stampa in cui annunciava di aver scritto un nuovo libro. Rowling ha inoltre rivelato che sarebbe stato un libro per adulti pubblicato dalla casa editrice Little, Brown and Company. Il libro era disponibile sia in versione cartacea, sia come eBook.
L'8 marzo 2012 la rivista Forbes pubblica la lista dei miliardari, e in questa non compare Rowling, dato che la sua ricchezza, precedentemente stimata in un miliardo di dollari, si è notevolmente ridotta: questo non solo perché nel 2011 l'autrice ha donato 120 milioni di euro in beneficenza, ma anche perché il governo britannico ha innalzato l'aliquota fiscale sui più ricchi dal 40% al 50%.
Il 13 aprile 2012, con il restauro del suo sito, J. K. Rowling annuncia il titolo e la sinossi del suo nuovo romanzo, Il seggio vacante, pubblicato il 27 settembre 2012 in lingua inglese e nel dicembre dello stesso anno in italiano, edito da Salani.
Il 27 luglio 2012 ha partecipato alla cerimonia di apertura dei Giochi della XXX Olimpiade a Londra, leggendo al pubblico un passo da Peter Pan. Alla sua principale opera, Harry Potter, è stata invece dedicata, sempre durante l'evento, una rappresentazione di Lord Voldemort in formato gigante.
Il 12 settembre 2013 annuncia che sarà tratto un nuovo capitolo spin-off di Harry Potter, dal libro Gli animali fantastici: dove trovarli. L'autrice sarebbe stata la sceneggiatrice e il film avrebbe narrato le avventure dell'autore del libro, Newt Scamandro, durante gli anni Venti a New York. Non ci sarebbe stato nessun riferimento a Harry, Lord Voldemort o altri personaggi della saga originale se non ad Albus Silente e a Gellert Grindelwald. Il film è uscito il 17 novembre 2016 con il titolo Animali fantastici e dove trovarli.
Nell'ottobre 2015 annuncia invece che, insieme a Jack Thorne, ha scritto un'opera teatrale in due parti intitolata Harry Potter e la maledizione dell'erede, seguito della saga letteraria di Harry Potter con protagonista Albus Severus Potter; l'opera teatrale ha debuttato al Palace Theatre di Londra nel giugno 2016.

#### Sotto lo pseudonimo di Robert Galbraith
Dopo Il seggio vacante, nell'aprile del 2012, Rowling pubblica il secondo libro totalmente indipendente dalla saga di Harry Potter, sotto lo pseudonimo di Robert Galbraith, spacciandosi come autore esordiente. Il romanzo, intitolato Il richiamo del cuculo, è un giallo con protagonista l'investigatore privato Cormoran Strike, veterano della guerra in Afghanistan. Dalla sua pubblicazione il libro non è passato inosservato: lo scrittore Peter James ha dichiarato al "Sunday Times" che dopo aver letto il romanzo ha pensato che lo scrittore fosse molto maturo, non un esordiente. Lo scrittore Mark Billingham ha confessato di essere rimasto a "bocca aperta" per la portata dell'esordio. La vera identità dell'autrice è stata rivelata nel luglio del 2013 dal "Sunday Times". Secondo quanto riporta la BBC, Rowling avrebbe "sperato di mantenere questo segreto ancora un po'", considerando questa esperienza meravigliosa e "liberatoria", senza il clamore e le pressioni dell'aspettativa che un nuovo libro col suo nome avrebbe generato, ma "per puro piacere di ottenere un feedback con un nome diverso". Amazon ha dichiarato che le vendite del libro sono aumentate di circa il 500.000% solo nella mattinata dopo la notizia della reale identità dell'autrice. A giugno del 2014 Robert Galbraith torna con il giallo Il baco da seta, sempre con protagonista l'investigatore Cormoran Strike, pubblicato in Italia il 9 ottobre 2014 da Salani. A ottobre del 2015 viene pubblicato il terzo romanzo della serie, La via del male, uscito nelle librerie italiane il 9 giugno 2016, edito sempre da Salani. Il 4 febbraio 2019 viene pubblicato il quarto libro della saga, dal titolo Bianco Letale, sempre edito da Salani e disponibile anche come ebook. Il quinto romanzo della serie, intitolato Sangue inquieto, è stato pubblicato da Salani nel febbraio 2021, mentre il sesto Un cuore nero inchiostro è uscito, per lo stesso editore, nelle librerie italiane nell'ottobre 2022. Il 20 febbraio 2024 esce il settimo romanzo della serie, dal titolo Sepolcro in agguato (The Running Grave nella versione originale) sempre edito da Salani .

### La serie TV di Harry Potter
Nel 2023, Rowling ha annunciato una serie TV di Harry Potter con 7 stagioni (una per ogni libro). Le riprese sono iniziate nel 2025.

## Filantropia

### Lotta alla povertà e salvaguardia dei diritti
L'autrice, che è stata a suo tempo madre single di sua figlia Jessica, dopo il divorzio dal primo marito, è stata ambasciatrice e adesso è presidentessa della National Council for One Parent Families, un'associazione caritatevole che si occupa dei genitori che si trovano, in mancanza di un compagno, a gestire una famiglia. Tra i suoi impegni, poi, va ricordato il ruolo dei libri "extra-HP" e del manoscritto contenente il prologo della serie, i cui proventi vengono spartiti a favore di diverse associazioni, come l'associazione anti-povertà Comic Relief e il Lumos (prima conosciuto come CHLG), entrambi creati allo scopo di aiutare le fasce più disagiate della popolazione (nel caso del Lumos i bambini).

### Lotta contro la sclerosi multipla
Il 31 agosto 2010 Rowling (oltre a supportare la Multiple Sclerosis Society) ha donato 10 milioni di sterline per favorire la creazione di una clinica specializzata nella ricerca sulla sclerosi multipla, malattia che ha ucciso, all'età di 45 anni (stessa età della scrittrice al momento della donazione), sua madre Anne, alla quale fu appunto dedicato il nome del centro. Quest'ultimo fu fondato presso l'Università di Edimburgo, che l'autrice spera diventi un "centro di eccellenza mondiale nel campo della neurologia".

### Altro
Tra le donazioni ricordiamo quelle a Medici senza Frontiere, allo studio di ricerca di Jessica Brown (moglie dell'ex premier Brown) e la creazione di un fondo per aiutare la ricerca della piccola Madeleine McCann (scomparsa in Portogallo).

## Posizioni politiche e sociali
La scrittrice ha dichiarato di essere politicamente schierata a sinistra; negli anni ha donato 1 milione di sterline al Partito Laburista, è amica dell'ex Primo ministro del Regno Unito Gordon Brown ed ha espresso parole di apprezzamento per l'attivista comunista Jessica Mitford e, sul quotidiano spagnolo "El País", per i politici statunitensi Barack Obama, Hillary Clinton e Robert Kennedy.
Nell'aprile 2010 ha fatto scalpore la posizione dell'autrice riguardo ai conservatori britannici e al loro piano secondo il quale le coppie sposate riceverebbero uno sconto fiscale di 150 sterline annualmente. Rowling ha duramente criticato questo piano, dicendo che l'allora leader Tory David Cameron avrebbe ignorato le difficoltà che i genitori più poveri e non sposati affrontano e che i 600 milioni stanziati dal centrodestra britannico per questa proposta sarebbero stati meglio spesi per "mandare fiori a chi è sposato e guadagna poco" o, meglio ancora, "per aiutare i bambini poveri". Secondo J. K. Rowling, infatti, i conservatori sarebbero sempre gli stessi, nonostante Cameron "abbia fatto di tutto per rinnovarne l'immagine".
Nonostante le sue idee di sinistra, ha rivolto dure critiche anche ai laburisti, in particolare al loro leader Jeremy Corbyn, accusandolo di antisemitismo.

### Opinioni su Israele
Il 22 ottobre 2015 è stata pubblicata una lettera sul The Guardian firmata da Rowling (insieme ad oltre 150 altre figure dell'arte e della politica) contro il boicottaggio culturale di Israele e annunciando la creazione di una rete a favore del dialogo chiamata Culture for Coexistence. Rowling in seguito ha esposto la sua posizione in modo più dettagliato, dicendo che sebbene si opponesse alla maggior parte delle azioni di Benjamin Netanyahu, non pensava che il boicottaggio culturale avrebbe comportato la rimozione del leader israeliano o aiutato a migliorare la situazione tra Israele e Palestina.

### Opinione sulla Brexit
Nel giugno 2016, in vista del referendum per la Brexit, Rowling si è espressa a favore della permanenza del Regno Unito nell'Unione Europea, affermando sul suo sito web che: "Sono il prodotto ibrido di questo continente europeo e sono un'internazionalista. Sono stata cresciuta da una madre francofila la cui famiglia era orgogliosa delle sue radici parzialmente francesi... I miei valori non sono ristretti o limitati dai confini. L'assenza della necessità di un permesso quando attraverso il Canale della Manica ha un valore simbolico per me. Potrei non essere a casa mia, ma sono ancora nella mia città natale".

### Opinioni su sesso, genere e persone trans
Nel dicembre 2019, J. K. Rowling ha annunciato il suo sostegno a Maya Forstater, una ricercatrice britannica a cui non è stato rinnovato un contratto lavorativo dopo aver affermato che "il sesso biologico è un dato oggettivo e che le donne trans non sono vere donne". Forstater ha, per questo mancato rinnovo, intentato una causa, conclusasi a favore del datore di lavoro. In appello tuttavia la Forstater ha ottenuto il rovesciamento della sentenza e in una successiva causa il riconoscimento di esser stata licenziata per motivi discriminatori. Rowling ha dichiarato che Maya Forstater è stata licenziata "per aver affermato che il sesso è una cosa reale". A seguito di questo, l'autrice è stata a sua volta accusata di transfobia da fan e media.
Nel giugno 2020 l'autrice ha dichiarato che "se il sesso non è reale, allora non può esserci alcuna attrazione tra persone dello stesso sesso. Se il sesso non è reale, si cancella la realtà vissuta da tutte le donne del mondo. [...] Cancellare il concetto di sesso significa non dare la possibilità a molti di discutere delle proprie vite". In seguito a tali affermazioni è stata nuovamente coinvolta in una bufera mediatica per transfobia.
Sul suo sito ufficiale, l'autrice ha pubblicato un saggio su "questioni di sesso e genere" (a cui ha fatto riferimento come "TERF wars" su Twitter). Ha scritto di sostenere le persone trans, ma di essere preoccupata per il fatto che l'attivismo trans stia smantellando "il robusto sistema di valutazione che i candidati alla riassegnazione sessuale dovevano superare", permettendo che avvenga facilmente anche senza ricorrere a ormoni e chirurgia, tramite semplice "self-identification" (auto-identificazione). Ha scritto di non volere che venga permesso "agli uomini che credono o si sentono di essere donne" di entrare nei bagni riservati alle donne, a meno che non possiedano un ipotetico documento che certifichi il loro genere (Gender Recognition Certificate), perché questo implicherebbe "aprire le porte a qualsiasi uomo che voglia entrare" nei bagni delle donne, il che renderebbe tali spazi meno sicuri per le donne..
Sempre nel corso del 2020, l'autrice ha continuato a pubblicare molti tweet; ad esempio, in risposta a una campagna che includeva tra le persone che usano gli assorbenti anche le persone trans e non-binary dotate di utero, ha dichiarato: "‘Persone che hanno il ciclo.’ Sono sicura ci fosse una parola per descrivere queste persone. Qualcuno mi aiuti.", aggiungendo poi delle ipotesi di nomi storpiando "donna". Altrettante sono state le critiche ricevute: uno dei maggiori siti sulla saga di Harry Potter ha preso apertamente le distanze dalla scrittrice, e molte altre persone hanno criticato il suo pensiero.
Le posizioni di Rowling (critica al self-id, critica al concetto di "genere", preoccupata per una eventuale cancellazione del concetto di "sesso") sono state ricondotte alla corrente Gender Critical del femminismo britannico.
Durante le Olimpiadi del 2024, J. K. Rowling ha accusato la pugile Imane Khelif di aver ingiustamente gareggiato nella categoria femminile, affermando che fosse un uomo. Khelif è una donna cis. Successivamente ha attaccato anche l'atleta paralimpica transgender Valentina Petrillo.

## Opinioni religiose
Nel corso degli anni molti credenti hanno criticato le opere di Rowling in quanto, a loro dire, promuoverebbero la stregoneria. L'autrice, tuttavia, si definisce cristiana. Mentre scriveva Harry Potter frequentava una congregazione della Chiesa di Scozia e la figlia maggiore, Jessica, fu battezzata lì. Rowling ha dichiarato: "Io stessa vado in chiesa. Non mi assumo alcuna responsabilità per le frange estremiste della mia religione". Una volta disse: "Io credo in Dio, non nella magia".
Nel 2007 l'autrice descrisse il suo retroterra religioso in un'intervista rilasciata al quotidiano olandese de Volkskrant:
(J. K. Rowling)

## Dispute legali
Rowling, i suoi editori e la Time Warner, detentrice dei diritti per i film di Harry Potter, hanno intrapreso numerose azioni legali per tutelare i loro diritti d'autore. La popolarità globale della serie di Harry Potter ha portato alla comparsa di sequel non autorizzati prodotti localmente e di altre opere derivate osteggiati dall'autrice.
Rowling e i suoi editori hanno ottenuto una serie di ingiunzioni contro chiunque possedesse i libri della serie prima della data di uscita ufficiale, cosa che ha scatenato un dibattito sui diritti fondamentali del cittadino.
Nel 2009 gli eredi dello scrittore Adrian Jacobs hanno accusato di plagio Rowling sostenendo che il quarto libro della saga, Harry Potter e il calice di fuoco, contenesse elementi tratti dal libro di Jacobs The Adventures of Willy the Wizard, pubblicato nel 1987. Sia il tribunale di Londra sia il giudice statunitense hanno respinto l'accusa come infondata.

## Opere

### Saga diHarry Potter
- Harry Potter and the Philosopher's Stone, London, Bloomsbury, 1997.

Harry Potter e la pietra filosofale, illustrazioni di Serena Riglietti, traduzione di Marina Astrologo, Milano, Salani, 1998. ISBN 88-7782-702-5.
- Harry Potter and the Chamber of Secrets, London, Bloomsbury, 1998.

Harry Potter e la camera dei segreti, illustrazioni di Serena Riglietti, traduzione di Marina Astrologo, Milano, Salani, 1999. ISBN 88-7782-703-3.
- Harry Potter and the Prisoner of Azkaban, London, Bloomsbury, 1999.

Harry Potter e il prigioniero di Azkaban, illustrazioni di Serena Riglietti, traduzione di Beatrice Masini, Milano, Salani, 2000. ISBN 88-7782-852-8.
- Harry Potter and the Goblet of Fire, London, Bloomsbury, 2000.

Harry Potter e il calice di fuoco, illustrazioni di Serena Riglietti, traduzione di Beatrice Masini, Milano, Salani, 2001. ISBN 88-8451-049-X.
- Harry Potter and the Order of the Phoenix, London, Bloomsbury Children's, 2003.

Harry Potter e l'Ordine della Fenice, illustrazioni di Serena Riglietti, traduzione di Beatrice Masini, in collaborazione con Valentina Daniele e Angela Ragusa, Milano, Salani, 2003. ISBN 88-8451-344-8.
- Harry Potter and the Half-blood Prince, London, Bloomsbury, 2005.

Harry Potter e il principe mezzosangue, illustrazioni di Serena Riglietti, traduzione di Beatrice Masini, Milano, Salani, 2006. ISBN 88-8451-637-4.
- Harry Potter and the Deathly Hallows, London, Bloomsbury, 2007.

Harry Potter e i doni della morte, illustrazioni di Serena Riglietti, traduzione di Beatrice Masini, Milano, Salani, 2008. ISBN 978-88-8451-878-1.

### Saga di Cormoran Strike
- The Cuckoo's Calling, come Robert Galbraith, London, Sphere, 2013.

Il richiamo del cuculo, come Robert Galbraith, traduzione di Alessandra Casella e Angela Ragusa, Milano, Salani, 2013. ISBN 978-88-6715-678-8.
- The Silkworm, come Robert Galbraith, London, Sphere, 2014.

Il baco da seta, come Robert Galbraith, traduzione di Andrea Carlo Cappi, Milano, Salani, 2014. ISBN 978-88-6715-852-2.
- Career of Evil, come Robert Galbraith, London, Sphere, 2015.

La via del male, come Robert Galbraith, traduzione di Francesco Bruno, Milano, Salani, 2016. ISBN 978-88-6918-479-6.
- Lethal White, come Robert Galbraith, London, Sphere, 2018.

Bianco letale, come Robert Galbraith, traduzione di Valentina Daniele, Barbara Ronca, Laura Serra e Loredana Serratore, Milano, Salani, 2019. ISBN 978-88-9381-710-3.
- Troubled Blood, come Robert Galbraith, London, Sphere, 2020.

Sangue inquieto, come Robert Galbraith, traduzione di Valentina Daniele, Barbara Ronca e Loredana Serratore, Milano, Salani, 2021. ISBN 978-88-3100-592-0.
- The Ink Black Heart, come Robert Galbraith, London, Sphere, 2022.

Un cuore nero inchiostro, come Robert Galbraith, traduzione di Valentina Daniele, Barbara Ronca e Loredana Serratore, Milano, Salani, 2022. ISBN 978-88-3101-302-4.
- The Running Grave, come Robert Galbraith, London, Sphere, 2023.

Sepolcro in agguato, come Robert Galbraith, traduzione di Valentina Daniele, Barbara Ronca e Loredana Serratore, Milano, Salani, 2024. ISBN 978-88-3101-799-2
- Hallmarked Man, come Robert Galbraith, London, Sphere, 2025.

### Altre opere
- Quidditch Through the Ages, London, Bloomsbury, 2001.

Il Quidditch attraverso i secoli, come Kennilworthy Whisp, traduzione di Beatrice Masini, Milano, Salani, 2002. ISBN 88-8451-149-6.
- Fantastic Beasts and Where to Find Them, London, Bloomsbury, 2001.

Animali fantastici e dove trovarli, come Newt Scamandro, traduzione di Beatrice Masini, Milano, Salani, 2002. ISBN 88-8451-150-X.
- The Tales of Beedle the Bard, London, Sotheby's, 2007.

Le fiabe di Beda il Bardo, traduzione di Luigi Spagnol, Milano, Salani, 2008. ISBN 978-88-6256-036-8.
- Racconto senza titolo, noto come Prologo di Harry Potter, 2008.
- The Casual Vacancy, London, Little, Brown and Company, 2012.

Il seggio vacante, traduzione di Silvia Piraccini, Milano, Salani, 2012. ISBN 978-88-6715-096-0.
- Very Good Lives. The fringe benefits of failure and the importance of imagination, London, Little, Brown and Company, 2015.

Buona vita a tutti. I benefici del fallimento e l'importanza dell'immaginazione, traduzione di Guido Calza, Milano, Salani, 2017. ISBN 978-88-93813-38-9.
- The Ickabog, New York, Little, Brown, 2020.

L'Ickabog, traduzione di Valentina Daniele, Milano, Salani, 2020. ISBN 978-1338732870
- The Christmas Pig, Hachette Children's Group, 2021.

Il maialino di Natale, traduzione di Valentina Daniele, Milano, Salani, 2021. ISBN 978-8831010757.

### Sceneggiature
- Fantastic Beasts and Where to Find Them - The Original Screenplay, London, Little, Brown, 2016.

Animali Fantastici e dove trovarli - Screenplay originale, traduzione di Silvia Piraccini, grafica, illustrazioni e copertina di MinaLima, Milano, Salani, 2017. ISBN 978-88-6918-984-5.
- Fantastic Beasts: The Crimes of Grindelwald - The Original Screenplay, London, Little, Brown, 2018.

Animali Fantastici: i crimini di Grindelwald - Screenplay originale, traduzione di Valentina Daniele per le indicazioni sceniche e le descrizioni e Carlo Cosolo per i dialoghi tratti dal doppiaggio del film Warner Bros., grafica, illustrazioni e copertina di MinaLima, Milano, Salani, 2018. ISBN 978-88-93817-11-0.

## Filmografia

### Soggetto
- Harry Potter e la pietra filosofale (Harry Potter and the Philosopher's Stone) regia di Chris Columbus (2001)
- Harry Potter e la camera dei segreti (Harry Potter and the Chamber of Secrets) regia di Chris Columbus (2002)
- Harry Potter e il prigioniero di Azkaban (Harry Potter and the Prisoner of Azkaban) regia di Alfonso Cuarón (2004)
- Harry Potter e il calice di fuoco (Harry Potter and the Goblet of Fire) regia di Mike Newell (2005)
- Harry Potter e l'Ordine della Fenice (Harry Potter and the Order of the Phoenix) regia di David Yates (2007)
- Harry Potter e il principe mezzosangue (Harry Potter and the Half-Blood Prince) regia di David Yates (2009)
- Harry Potter e i doni della morte - Parte 1 (Harry Potter and the Deathly Hallows - Part 1), regia di David Yates (2010)
- Harry Potter e i doni della morte - Parte 2 (Harry Potter and the Deathly Hallows - Part 2), regia di David Yates (2011)
- Il seggio vacante (The Casual Vacancy) - miniserie TV (2015)
- Animali fantastici e dove trovarli (Fantastic Beasts and Where to Find Them), regia di David Yates (2016)
- Strike - serie TV (2017-presente)
- Animali fantastici - I crimini di Grindelwald (Fantastic Beasts: The Crimes of Grindelwald), regia di David Yates (2018)
- Animali fantastici - I segreti di Silente (Fantastic Beasts: The Secrets of Dumbledore), regia di David Yates (2022)

### Sceneggiatrice
- Animali fantastici e dove trovarli (Fantastic Beasts and Where to Find Them), regia di David Yates (2016)
- Animali fantastici - I crimini di Grindelwald (Fantastic Beasts: The Crimes of Grindelwald), regia di David Yates (2018)
- Animali fantastici - I segreti di Silente (Fantastic Beasts: The Secrets of Dumbledore), regia di David Yates (2022)

### Produttrice
- Harry Potter e i doni della morte - Parte 1 (Harry Potter and the Deathly Hallows - Part 1), regia di David Yates (2010)
- Harry Potter e i doni della morte - Parte 2 (Harry Potter and the Deathly Hallows - Part 2), regia di David Yates (2011)
- Animali fantastici e dove trovarli (Fantastic Beasts and Where to Find Them), regia di David Yates (2016)
- Strike - serie TV (2017-presente)
- Animali fantastici - I crimini di Grindelwald (Fantastic Beasts: The Crimes of Grindelwald), regia di David Yates (2018)
- Animali fantastici - I segreti di Silente (Fantastic Beasts: The Secrets of Dumbledore), regia di David Yates (2022)

### Doppiatrice
- I Simpson - episodio 15x04

## Premi
Riconoscimenti che Joanne Rowling ha ricevuto in seguito alla pubblicazione dei suoi libri.
- The Bookseller Author of the Year 1998
- British Book Awards - Author of the Year 1999
- Buchmarkt Autorin des Jahres 1999 und 2000
- Laurea honoris causa dell'università Exeter 2000
- Heidelberger Leander 2000
- Laurea honoris causa in letteratura dell'università Napier di Edimburgo
- Walpole Medal of Excellence 2001
- Premio Principe delle Asturie 2003
- Premio Letterario Hans Christian Andersen 2010[74]

Harry Potter and the Philosopher's Stone (Harry Potter e la pietra filosofale)
- Anne Spencer Lindbergh Price in Children's Literature, 1997-1998
- The Sheffield Children's Book Award 1997
- Nestlé Smarties Book Price 1997 Gold Winner
- Finalista di The Guardian Children's Fiction Award 1997
- Birmingham Cable Children's Book Award 1997
- FCBG Children's Book Award 1998
- Finalista di Carnegie Medal 1998
- British Book Awards - Children's Book of the Year 1998
- UK National Book Awards (Nibbies) - Children's Book of the Year 1998
- Young Telegraph Paperback of the Year Award 1998
- Premio Cento per la Letteratura Infantile 1998
- The Bookseller Author of the Year 1998
- Leselotse aprile 1998
- School Library Journal Best Book of the Year
- American Library Association Booklist Editor's Choice
- Publishers Weekly Best Book of the Year
- New York Public Library 100 Titles for Reading and Sharing
- Smithsonian's Notable Books for Children
- Borders Books Choice for 1999
- ABBY Award, American Booksellers Association, 1999
- Kinderbuchpreis der Jury der "Jungen Leser", Vienna 1999
- Prix Sorcière 1999
- Finalista di Deutscher Jugendliteraturpreis 1999
- Whitaker's Platinum Book Award 2001
- Kids Choice Award 2002 (miglior libro).

Harry Potter and the Chamber of Secrets (Harry Potter e la camera dei segreti)
- Nestlé Smarties Book Price 1998 (Gold Winner)
- British Book Awards - Children's Book of the Year 1998
- Finalista di Guardian Children's Fiction Prize 1998
- Finalista di The Sheffield Children's Book Award 1998
- The Booksellers Association / The Bookseller Author of the Year 1998
- North East Scotland Book Award 1998
- North East Book Award 1999
- UK National Book Awards (Nibbies) - Children's Book of the Year 1999
- Finalista di Whitbread Children's Book of the Year Award 1999
- British Book Award (Children's Book of the Year) 1999
- FCBG Children's Book Award 1999
- Scottish Arts Council Children' Book Award 1999
- Kalbacher Klapperschlange 1999
- Jury der "Jungen Leser", Wien - Lieblingsbuch 1999/2000
- Whitaker's Platinum Book Award 2001.

Harry Potter and the Prisoner of Azkaban (Harry Potter e il prigioniero di Azkaban)
- The Booksellers Association / The Bookseller Author of the Year 1998
- Nestlé Smarties Book Prize 1999 (Gold Winner)
- Scottish Arts Council - Children's Book Award 1999
- FCGB Children's Book Award 1999
- Finalista di The Guardian Children's Fiction Prize 1999
- Finalista di Sheffield Children's Book Award 1999
- Nestlé Smarties Book Price 1999 (Gold Winner)
- British Book Awards - Children's Book of the Year 1999
- Whitbread Children's Book of the Year Award 1999
- Finalista di FCBG Children's Book Award 2000
- Finalista di Library Association Carnegie Medal 2000
- Whitaker's Platinum Book Award 2001.

Harry Potter and the Goblet of Fire (Harry Potter e il calice di fuoco)
- The Blue Peter Book Awards 2000
- WH Smith Book Awards - Children's Book of the Year 2000
- Premio Hugo per il miglior romanzo 2001
- Premio letterario Corine 2001
- The FCBG Children' s Book Award 2001
- Scottish Arts Council Children's Book Award 2001
- British Book Awards (Marketing Compaign of the Year) 2001
- Whitaker's Platinum Book Award 2001
- Deutscher Bücherpreis 2002.

Harry Potter and the Order of the Phoenix (Harry Potter e l'Ordine della Fenice)
- ALA Notable Book
- ALA Best Books for Young Adults
- Booklist Editor's Choice 2003
- Booklist Top Ten Fantasy Titles For Youth
- Child “Best Children's Books of 2003 Awards”
- Oppenheim Toy Portfolio 2004 Gold Medal
- New York State Children's Choice Award Nominee
- Bram Stoker Award 2003 - Best Work for Young Readers
- Finalista di Deutscher Jugendliteraturpreis 2004
- WH Smith People's Choice Book Awards - Fiction Prize 2004
- Anthony Award 2004 - Best Young Adult Mystery;

Harry Potter and the Half-Blood Prince (Harry Potter e il principe mezzosangue)
- ALA Best Book for Young Adults
- New York Times Notable Book
- 2005 Quill Book of the Year
- 2005 Quill Children's Chapter / Middle Grade Book of the Year
- New York Times Notable Book
- Oppenheim Toy Portfolio Platinum Seal
- CCBC Choice
- Publishers' Weekly Cuffie
- Booklist Editor's Choice
- Chicago Public Library "Best of the Best"
- New York State Children's Choice Award Nominee
- 2006-2007 Indian Paintbrush Book Award Nominee

Harry Potter and the Deathly Hallows (Harry Potter e i Doni della Morte)
- Libro dell'anno di TG1 Benjamin, 2008[75]
- New York Times 100 Notable Books of 2007
- New York Times Notable Children's Book of 2007
- Publishers Weekly Best Book of 2007
- The Kansas City Star, Top 100 Books of 2007
- The Columbus Dispatch, A Best Book of 2007
- Booklist Editors' Choice 2007
- Los Angeles Times Favorite Children's Book of 2007
- Washington Post Best Book for Young People for 2007
- ALA Notable Children's Book, 2008
- ALA Best Book for Young Adults, 2008
- 2008 Colorado Blue Spruce Book Award
- CCBC Choices 2008
- Premio Andre Norton, categoria del Premio Nebula, 2008